# Иосиф Волоцкий
Ио́сиф Во́лоцкий (в миру — Ива́н (Иоа́нн) Са́нин; 14 ноября 1439 — 9 сентября 1515) — святой Русской православной церкви, почитается в лике преподобных, память совершается 9 (22) сентября и 18 (31) октября.

## Жизнеописание
Происходил из дворянской семьи, находившейся на службе удельного князя Бориса Волоцкого. Прадед богослова Александр Санин был православным выходцем из Литвы. В Великом княжестве Московском Санины владели селом Язвищем в удельном Волоцком княжестве. Иван первым в семье принял постриг, но позднее перешли в монашество все три его брата, отец и три племянника. С восьми лет учился грамоте у старца Арсения в Волоцком Крестовоздвиженском монастыре.
Около 1459 года в возрасте около 20 лет вместе с товарищем из того же сословия Борисом Кутузовым решил принять монашество. Санин сначала направился в Саввин монастырь в Твери, но быстро покинул его и перешёл в Боровск в обитель Пафнутия Боровского, отличавшуюся своими богатствами, где прожил 18 лет под руководством Пафнутия. В обитель пришёл и престарелый отец Санина, который жил с ним в одной келье и за которым Иосиф ухаживал 15 лет.
В 1477 году, после смерти преподобного Пафнутия, монах Иосиф был назначен игуменом монастыря. Однако из-за конфликта с братьями он вынужден покинуть обитель. В конфликт вмешался великий князь Иван III, и в 1479 году Иосиф на короткое время возвратился на свой пост, но в том же году он решил основать собственный Иосифо-Волоколамский монастырь. «Иосиф охотно принимал в свой монастырь постриженников других монастырей». Сохранились свидетельства, что Иосиф принимал в монастырь голодавших, он «повелел расходовать на помощь голодающим все запасы монастыря и занимать деньги на покупку хлеба, не считаясь с ропотом братии».
Иосиф с самого начала пользовался поддержкой удельного князя Бориса Волоцкого. Иосиф был крёстным отцом и духовником его сына князя Ивана Рузского. 1 июня он вернулся в родное княжество, князь сразу выделил строителей, и первая деревянная церковь была заложена 6 июня, а 15 августа завершена. Каменный храм был завершён за пять-шесть лет, расписывал его иконописец Дионисий. Монастырь, руководимый Иосифом, отличался особой строгостью поведения.
По сообщению Досифея Топоркова, в 1514 году он предсказал поражение русского войска в Оршанской битве.
В последние годы жизни тяжело болел. Скончался 9 сентября 1515 года.

## Литературная деятельность

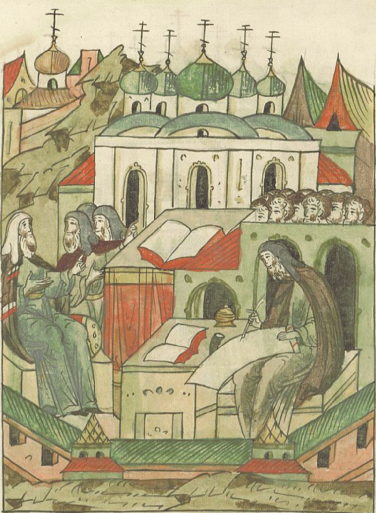
Иосиф Волоцкий пишет труд против ереси жидовствующих, Лицевой летописный свод, XVI в.

Игумен Иосиф был талантливым церковным писателем. Он является автором книг «Послание иконописцу», «Просветитель» и нескольких посланий. Он занимал активную жизненную позицию и участвовал в обсуждении актуальных для того времени вопросов отношений церкви и государства. Во время мятежа удельных князей Бориса Волоцкого и Андрея Углицкого в 1480 году против их брата Ивана III, он выступил перед Иваном как посредник от имени своего покровителя Бориса.
Обличитель ереси жидовствующих, Иосиф Волоцкий призывал светские власти преследовать и казнить отступников от православия и тех еретиков, кто «прельщает» православных еретическими учениями:
Если неверные еретики не прельщают никого из православных, то не следует делать им зла и ненавидеть, когда же увидим, что неверные и еретики хотят прельстить православных, тогда подобает не только ненавидеть их или осуждать, но и проклинать, и наносить им раны, освящая тем свою руку...

Таким образом, совершенно ясно и понятно воистину всем людям, что и святителям, и священникам, и инокам, и простым людям — всем христианам подобает осуждать и проклинать еретиков и отступников, а царям, князьям и мирским судьям подобает посылать их в заточение и предавать лютым казням.
В книге «Просветитель» и ряде посланий Иосиф Волоцкий, дискутируя с другим подвижником, духовным лидером «нестяжателей» Нилом Сорским, доказывал законность монастырского землевладения, отстаивал необходимость украшать храмы красивыми росписями, богатыми иконостасами и образами.

Авторитет Волоцкого игумена, его писания, миссия его монастыря создали особую духовную школу, из которой вышли выдающиеся миссионеры, публицисты, проповедники и в их числе многие церковные иерархи. Во второй половине XVI века представителей этой школы стали называть «иосифляне».

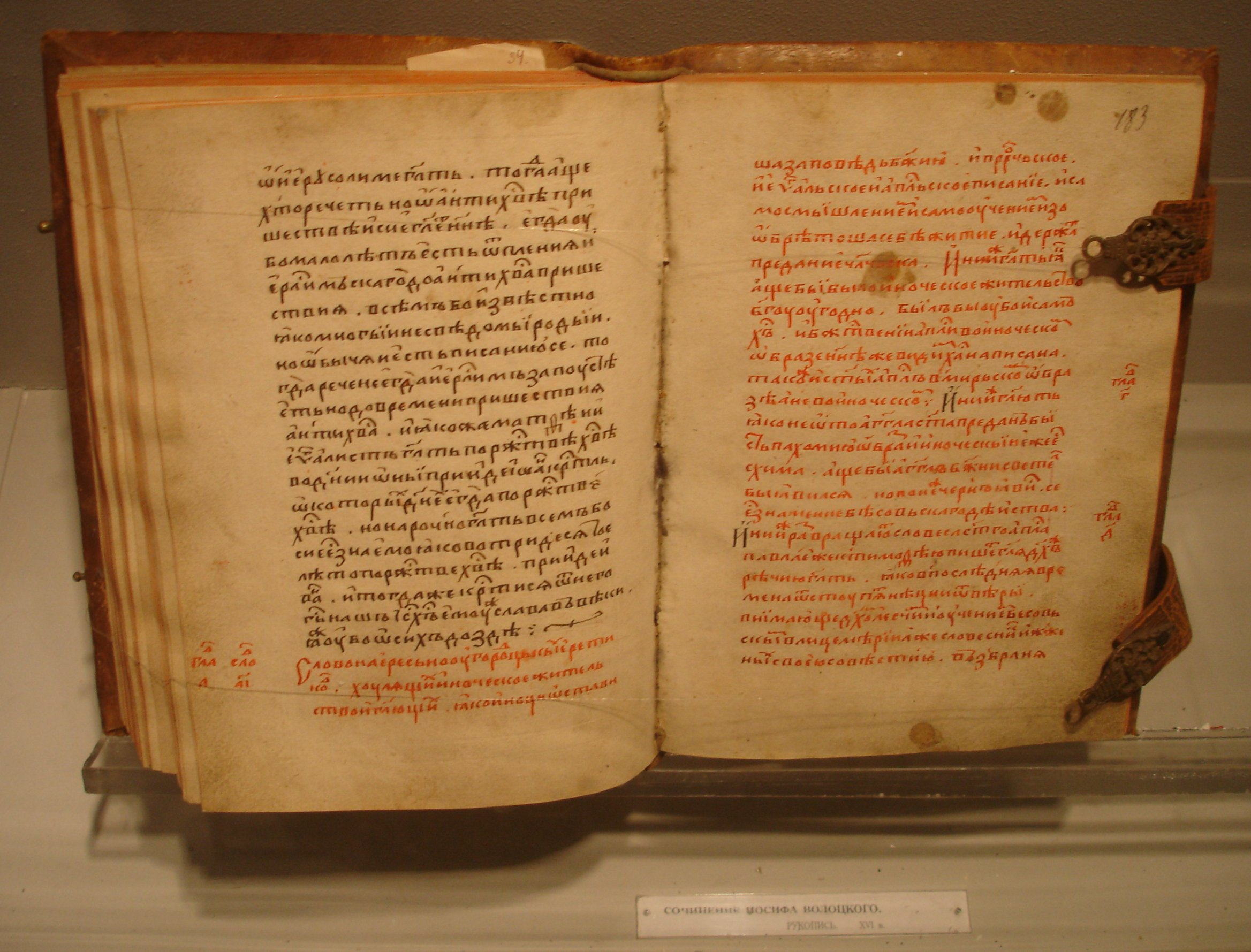
Сочинение Иосифа Волоцкого

Требования казней еретиков и обогащения церкви встретили сильное противодействие среди ряда светских и духовных лиц. Монах и церковный писатель Вассиан Косой (князь Василий Патрикеев) в «Слове ответном» и «Слове о еретиках» критиковал иосифлян с позиции милосердия и нестяжательства, апеллируя к заповедям евангельской любви и бедности, а самого Иосифа именовал «учителем беззакония», «законопреступником» и «антихристом». Заволжские старцы, отвергавшие монастырское землевладение и не разделявшие многие идеи иосифлян, на соборе 1503 года сделали заявление о том, что церкви неприлично владеть землями, а в «Ответе кирилловских старцев» возражали Иосифу Волоцкому относительно предания еретиков смерти: «нераскаявшихся и непокорных еретиков предписано держать в заключении, а покаявшихся и проклявших своё заблуждение еретиков Божья церковь принимает в распростёртые объятия». При этом они ссылались на заповедь «Не судите, да не судимы будете» и на рассказы о прощении Иисусом грешников.

## Память

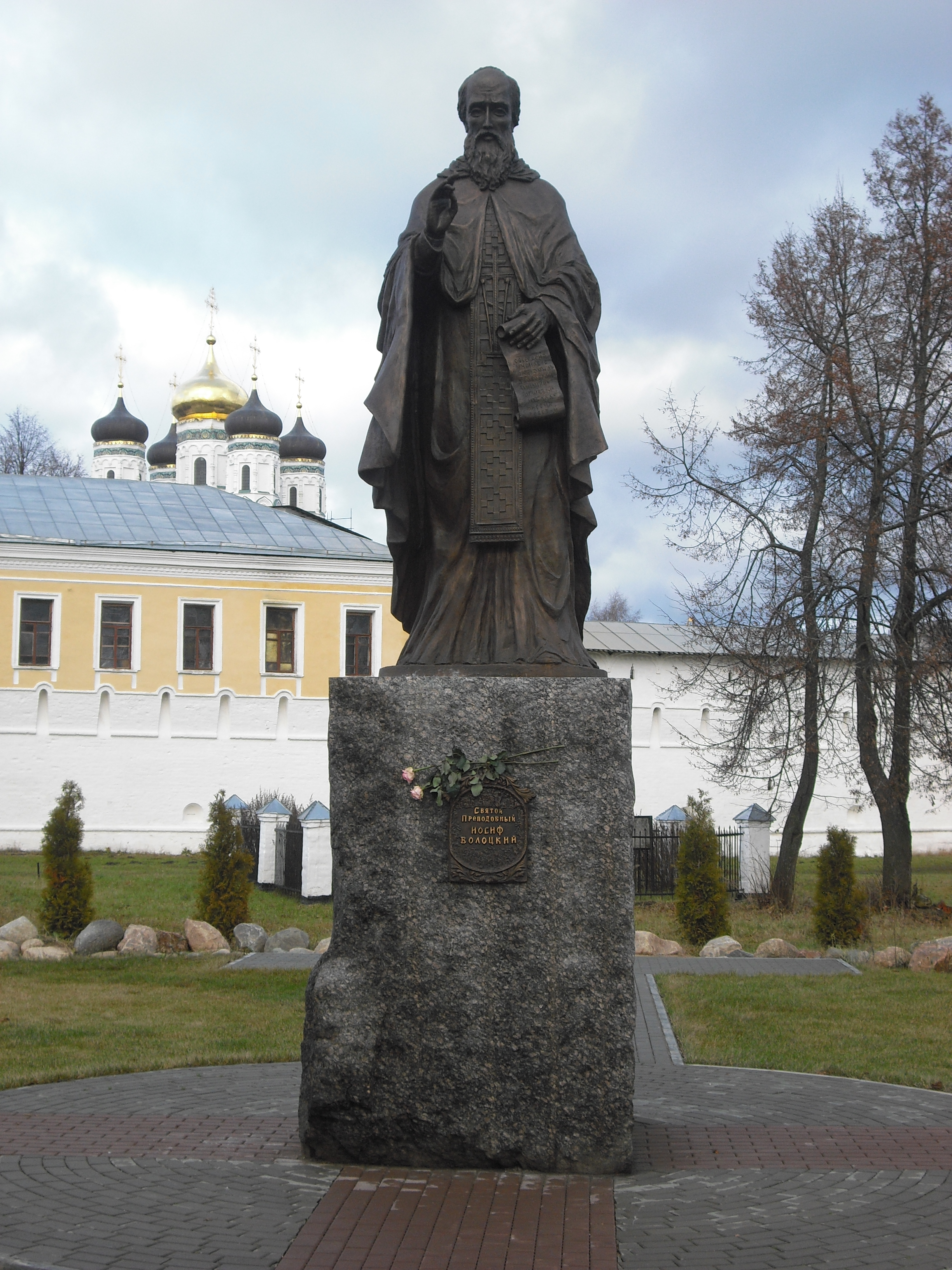
Памятник Иосифу Волоцкому

Иосиф Волоцкий был канонизирован в 1579 году. Мощи и вериги святого покоятся в Успенском соборе Иосифо-Волоцкого монастыря. 14 июня 2009 года около монастыря открыт бронзовый памятник преподобному Иосифу.
7 декабря 2009 года по благословению патриарха Кирилла Иосиф Волоцкий был объявлен покровителем православного предпринимательства и хозяйствования.
В 2019 году Святейшим Патриархом Московским и всея Руси Кириллом объявлен небесным покровителем специалистов материально-технического обеспечения Вооружённых сил Российской Федерации.

## Православная гимнография
- Тропарь

Яко постников удобрение и отцев красоту,

милости подателя,

рассуждения светильника,

вси вернии, сошедшеся, восхвалим

кротости учителя

и ересей посрамителя,

премудраго Иосифа, Российскую звезду,

молящася Господу помиловатися душам нашим.

### Сочинения И. Волоцкого
- Послание иконописцу / Авт. предисл. и пер. со слав. иеродиакон Роман (А.Г. Тамберг). — М., 1994. — 302 с.
- Послания Иосифа Волоцкого / Подгот. текста А.А. Зимина и Я.С. Лурье. — М., Л.: Изд-во АН СССР, 1959. — 390 с.
- Просветитель / Пер. Е.В. Кравец, Л.П. Медведевой. — М.: Спасо-Преображенский Валаамский монастырь (Пямятники церк. письменности), 1993. — 381 с.

### Исследования
- Алексеев А. И. Иосиф Волоцкий // Православная энциклопедия. — М., 2011. — Т. XXV : Иоанна деяния — Иосиф Шумлянский. — С. 559—585. — 39 000 экз. — ISBN 978-5-89572-046-2.
- Казанский П. С. Преподобный Иосиф Волоколамский. — 1847
- Надгробное слово преподобному Иосифу Волоколамскому ученика и сродника его инока Досифея Топоркова. — М., 1865.
- Житие преподобного Иосифа Волоколамского / сост. Саввою, еп. Крутицким. — М., 1865.
- Булгаков Н. А. Преподобный Иосиф Волоколамский. Церковно-историческое исследование. — 1865
- Хрущев И. Исследование о сочинениях Иосифа Санина преподобного игумена Волоцкого. — 1868
- Смолич И. К. Иосиф Волоцкий и Нил Сорский. Спор между двумя аскетическими направлениями // Русское монашество, 988—1917 : [Возникновение, развитие и сущность]; Жизнь и учение старцев : [Путь к совершенной жизни] : Прил. к «Истории Рус. Церкви» : [Пер. с нем.]. — М. : Церков.-науч. центр «Православ. энцикл.», 1997. — 606 с. — ISBN 5-89572-001-3
- Томсинов В. А. Политико-правовое учение Иосифа Волоцкого. // История политических и правовых учений. — М.: Изд-во МГУ, 1999.
- Попова Т. В. К вопросу о «редакциях» жития Иосифа Волоцкого // Отечественные архивы. 2001. — № 6 (66). — С. 251—264
- Алексеев А. И. Сочинения Иосифа Волоцкого в контексте полемики 1480—1510-х гг.. — СПб.: Рос. нац. б-ка, 2010. — 392 с. — ISBN 978-5-8192-0407-8.
- Ульянов О. Г. Духовная борьба за авторитет государственной власти на рубеже XV—XVI вв. (прп. Иосиф Волоцкий и Собор 1504 г.) // Духовные основы Российской государственности. Материалы XII Международных Рождественских чтений. — М., 2004.
- Ульянов О. Г. 500 лет собору «на еретиков» и его влияние на программу росписи 1508 г. Благовещенского храма Московского Кремля // Иерархия в Древней Руси. Материалы XII Российской научной конференции, посвященной памяти святителя Макария. Вып. XII. — Можайск, 2005. — С. 153—172.
- Алексеев А. И. К изучению творческой истории «Книги на еретиков» Иосифа Волоцкого // Древняя Русь. Вопросы медиевистики. — 2008. — № 2 (32). — С. 60—71.
- Алексеев А. И. О «Просветителе» и посланиях преподобного Иосифа Волоцкого // Вестник церковной истории. — 2008. — № 2 (10). — С. 121—220.
- Преподобные Иосиф Волоцкий и Нил Сорский / сост. иеромонах Герман (Чекунов). — М.: Рус. издат. центр, Иосифо-Волоцкий ставропигиальный муж. монастырь, 2011. — 320 с. — 6000 экз. — ISBN 978-5-4249-0003-7
- Мельник А. Г. Практика почитания преподобного Иосифа Волоцкого в XVI в. // Вестник истории, литературы, искусства. — М., 2012. — Т. 8. — С. 125—135. — ISBN 978-5-9606-0117-7.
- Фролов Д. Д. Духовное наследие Иосифа Волоцкого в контексте русской культуры // Социально-экономическое развитие Москвы и Московской области в условиях современных глобальных вызовов: сб. науч. ст. / Е. Н. Геворкян. — М.: МГПУ, 2016. — С. 145–149. — 152 с. — 100 экз. — ISBN 978-5-243-00493-0.
- T. Allan Smith, "Divine economy and repentance in Discourse 4 of The Enlightener by Iosif Volotskii, " Canadian Slavonic Papers 60, no.1-2 (2018)
- Зеленина Я. Э. Преподобный Иосиф Волоцкий в русской духовной культуре. — М.: Фонд социально-культурных инициатив, «Лето», Иосифо-Волоцкий ставропигиальный мужской монастырь, 2019. — 512 с. — (Святые России). — ISBN 978-5-94509-088-0.
- Алексеев А. И. «Бодроопасный воин Христов». Иосиф Волоцкий и его сочинения в свете данных современной науки = Иосиф Волоцкий и его сочинения в свете данных современной науки. — Москва; Санкт-Петербург: Центр гуманитарных инициатив, 2019. — 374 с. — (Голоса древнерусской цивилизации. Сиринъ). — ISBN 978-5-98712-885-5
- Малышев А. В. Богословие красоты прп. Иосифа Волоцкого как катафатическое богословие: к постановке проблемы // Единство добра, истины и красоты в русской религиозно-философской традиции: сборник статей. — СПб.: Изд-во РХГА, 2023. — С. 89—101.